# Max Ziegert (Antiquar)
Max Ziegert (* 1852 in Eilenburg; † 13. Dezember 1930 in Miltenberg) war ein deutscher Antiquar.

## Leben
Max Ziegert war der Sohn eines Kreisgerichtsrats und verbrachte seine Jugend in Eilenburg. Er absolvierte eine Buchhandelsausbildung und arbeitete anschließend im Antiquariatsbuchhandel in Berlin (J. A. Stargardt) und München (Ludwig Rosenthal). Von 1875 bis 1878 war er Mitarbeiter der Buch- und Antiquariats-Handlung von Ludolph St. Goar in Frankfurt am Main. Zum 1. November 1881 erwarb er mit Gustav Kadisch aus Königsberg das Antiquariat von Adalbert Stuber (A. Stuber's Antiquariat) in Würzburg. Am 1. Mai 1899 eröffnete er das Kunstantiquariat Max Ziegert in der Hochstraße 3 in Frankfurt am Main, gegenüber dem Sitz von Joseph Baer & Co. Die Spezialgebiete der Firma waren alte Kupferstiche und Handzeichnungen, historische Porträts und Städteansichten. Am 26. Februar 1919 verkaufte er die Firma an Siegfried Schwarzschild und Albert Glücksmann, die sie unter gleichem Namen weiterführten. Im Sommer 1923 wurde die Nürnberger Antiquariat GmbH gegründet, deren Geschäftsführer er war. Nach deren Erlöschen 1926 lebte er im Ruhestand in Miltenberg.
Er war verheiratet mit Ilse von Grund. Ihr Sohn (Otto) Erich Ziegert (* 1. Juli 1900 in Zerpenschleuse; † 28. Dezember 1978 in Düsseldorf), war als Kunsthändler tätig und heiratete 1926 Wanda von Debschitz (1899–1986), Tochter von Wilhelm von Debschitz.

## Schriften (Auswahl)
- Plantin, Christoph. In: Allgemeine Deutsche Biographie (ADB). Band 26, Duncker & Humblot, Leipzig 1888, S. 237–241.
- Schattenrisse deutscher Antiquare. Persönliche Erinnerungen aus den Jahren 1870–1915. In: Börsenblatt für den deutschen Buchhandel Bd. 83, 1916, Nr. 153, S. 881–883 (Digitalisat). Nr. 154, S. 888 (Digitalisat). Nr. 155, S. 894–895 (Digitalisat).
- Schattenrisse deutscher Antiquare. Persönliche Erinnerungen aus den Jahren 1870–1915. Ramm & Seemann, Leipzig 1916 (Auszüge digital).
  - Neuausgabe: Schattenrisse deutscher Antiquare. Persönliche Erinnerungen aus den Jahren 1870 bis 1915. Neu hrsg. von Reinhard Wittmann. Gedruckt in fünfhundert Exemplaren zum sechzigsten Jubiläum des Verbandes Deutscher Antiquare e.V. am 10. Juni 2009. Verband Deutscher Antiquare, Elbingen 2009, ISBN 978-3-9812223-3-3[3]
- Dr. Ignaz Schwarz. In: Börsenblatt für den deutschen Buchhandel Band 93, 1926, Nr. 64, S. 6–7.
- Heinrich Pallmann. Vom Antiquar zum Museumsdirektor. In: Börsenblatt für den deutschen Buchhandel Band 93, 1926, Nr. 109, S. 27.
- C. G. Boerner, Leipzig. 100jähriges Bestehen der Firma. In: Börsenblatt für den deutschen Buchhandel Band 93, 1926, Nr. 66, S. 65–66.